# Aleksy (Opocki)
Aleksy, imię świeckie Aleksiej Aleksiejewicz Opocki (ur. 30 listopada?/12 grudnia 1837 w Opoczkach, zm. 8 grudnia?/21 grudnia 1914 w Moskwie) – rosyjski biskup prawosławny.

## Życiorys
Był synem kapłana prawosławnego. W 1863 ukończył Petersburską Akademię Duchowną. Od 1864 był inspektorem szkoły duchownej w Wilnie; następnie przez rok był katechetą w gimnazjum żeńskim w Wilnie. 2 lutego 1866, jako mężczyzna żonaty, został wyświęcony na kapłana i podjął pracę duszpasterską w cerkwi św. Paraskiewy w Wilnie. W 1871 przeniesiony do Grodna; został katechetą w miejscowym gimnazjum i proboszczem parafii przy soborze św. Zofii. Otrzymał także godność protoprezbitera. W 1872 uzyskał tytuł kandydata nauk teologicznych. W 1891 został rektorem seminarium duchownego w Wilnie.
25 stycznia 1892, po śmierci żony, złożył wieczyste śluby mnisze, zachowując dotychczasowe imię. Równocześnie otrzymał godność archimandryty i został przełożonym monasteru Trójcy Świętej w Wilnie. W listopadzie 1893 został nominowany do przyjęcia chirotonii biskupiej, zaś 10 kwietnia 1894 został wyświęcony na wikariusza eparchii niżnonowogrodzkiej z tytułem biskupa bałachińskiego. 10 sierpnia 1896 został przeniesiony na katedrę wiacką i słobodzką. Po pięciu latach został podniesiony do godności arcybiskupiej, otrzymując równocześnie godność arcybiskupa kartlińskiego i kachetyńskiego, egzarchy Gruzji, stałego członka Świątobliwego Synodu Rządzącego. W 1905 przeniesiony na katedrę twerską i kaszyńską. Opowiadał się za zwołaniem Soboru Lokalnego Rosyjskiego Kościoła Prawosławnego.
W 1910 na własną prośbę przeszedł w stan spoczynku z powodu choroby, zachowując jednak członkostwo w Synodzie. Zamieszkiwał w monastyrze Dońskim w Moskwie, gdzie też zmarł i został pochowany.